# Notophyson clio
Notophyson clio là một loài bướm đêm thuộc phân họ Arctiinae, họ Erebidae.